# Euplexia semiconfluens
Euplexia semiconfluens là một loài bướm đêm trong họ Noctuidae.